# Нада Димић
Нада Димић (Дивосело, код Госпића, 6. септембар 1923 — Стара Градишка, 23. март 1942) била је револуционарка, учесница Народноослободилачке борбе и народни херој Југославије.
Школовање је започела у Госпићу, а потом је прешла у Земун, где је као ученица Трговачке академије, 1938. године постала чланица Савеза комунистичке омладине Југославије (СКОЈ). Била је веома активна у борби револуционарне омладине Београда и учесница омладинских и радничких демонстрација током 1939. и 1940. године. Након једног литерарног рада, у коме је писала против управе школе, била је ухапшена и потом избачена из исте, са забраном уписа у све средње школе у Југославији.
Након напуштања школе, иако млада девојка, посветила се револуционарном раду у Земуну и била примљена у чланство Комунистичке партије Југославије (КПЈ). Крајем 1940. године је прешла у Сисак, где је наставила са револуционарним радом. Након окупације Југославије, јуна 1941. године, учествовала је и формирању првог партизанског одреда у Хрватској — Сисачког партизанског одреда, у коме је обављала дужност курира. Радила је и у техници Окружног комитета КПХ за Сисак. Крајем јула 1941. године, преобучена у мушко одело, отишла је у Сисак, како би успоставила прекинуту везу између Одреда и партијске организације у граду, али је том приликом била ухапшена.
Приликом транспорта у Загреб, успела је да попије дотурене медикаменте и отрује се, па је била пребачена у болницу. Уз помоћ загребачке партијске организације и лекара, који су били симпатизери партизана, успела је да побегне из болнице и пребаци се на Петрову гору, септембра 1941. године. Ту је добила задатак да пређе на илегални рад у окупирани Карловац. Била је најпре у Окружном комитету СКОЈ-а, а потом Окружном комитету КПХ за Карловац. Ту је сарађивала са познатим револуционарима и члановима ЦК КП Хрватске — Јосипом Крашом и Иваном Маринковићем.
Учествовала је у многим партизанским акцијама, а посебну улогу је имала на одржавању партијских веза Карловца са партијским руководством у Загребу и партизана на Петровој гори. Значајну улогу је имала у организацији упада партизана у Карловац, новембра 1941. у покушају да из болнице ослободе ухапшеног Маријана Чавића. Ухапшена је 3. децембра 1941. године у Карловцу и том приликом је убила једног агента, а другог ранила. Била је најпре затворена у Карловцу, а потом је пребачена у Загреб, у злогласни затвор на Савској цести. Током истраге била је страховито мучена, али ништа није хтела признати, чак ни своје право име, па је свуда вођена под именом „Анкица Винек”, што јој је било илегално име. Такође, током илегалног рада у Сиску и Карловцу, Нада се служила илегалним надимцима — Жута и Милка.
Измучена и болесна, фебруара 1942. године је била пребачена у логор Стара Градишка, где је од последица пегавог тифуса умрла 21. марта 1942. године.
За народног хероја је проглашена 5. јула 1951. године.

## Биографија

### Одрастање
Рођена је 6. септембра 1923. године у Дивоселу код Госпића, у Лици. Њен отац Тодор Димић био је из села Островица у Равним котарима у северној Далмацији. Потицао је из сиромашне сељачке породице, па је 1904. године с многим својим земљацима отишао у Америку у потрагу за послом. На позив својих родитеља, а посебно оца Марка Димића, вратио се 1908. године у родни крај како би се оженио. Убрзо по повратку, оженио се Саром Поткоњак из Дивосела и преселио се код ње у кућу у засеоку Клиса, где су живели заједно са њеном мајком Машом.
Тодор и Сара Димић изродили су осморо деце — Анку, Богдана, Босиљку, Савку, Марка, Милицу, Наду и Вељка. Породица је живела на малом поседу, од пољопривреде. Надин отац је био вредан радник и напредан сељак, који је доста читао пољопривредну литературу и примењивао је у раду све ново знање. Међу првима у свом крају је почео да узгаја сточну репу, набављао је нова пољопривредна оруђа, семена, вештачко ђубриво и др. Како су деца расла, расле су и материјалне потребе породице, а Тодор и Сара су желели да школују своју децу. Како би успели у овој замисли, Тодор је најпре продао неке ливаде, а 1928. године је отишао у Сисак, где је десетак година радио у фабрици ликера и алкохолних пића.
Након Тодоровог одласка у Сисак, бригу о породици је преузела његова жена Сара, уз помоћ своје мајке Маше. Нада је 1930. године пошла у први разред основне школе у родном селу. Пошто је грађом била доста ситнија о својих вршњака, а школа је од куће била удаљена око пет километара, њена мајка је бринула како ће одлазити у школу кад почне зимски период и крену велебитске буре. Како би ћерку заштитила од зиме, она је Наду послала код најстарије ћерке Анке, која је живела у Козарцу, код Приједора, где је радила као болничарка. Нада је овде са одличним успехом завршила први разред, а 1931. године се, након смрти мајке, вратила у родно село, где је завршила остале разреде основне школе.

### Школовање у Госпићу
Након завршене основне школе, Нада је септембра 1934. године уписала гимназију у Госпићу. Госпић је од њеног засеока Клисе удаљен више од 6 километара, па је тада још увек мала Нада са једанаест година свакодневно морала пешачити до школе и натраг близу 15 километара. Најтеже је било зими када је с Велебита дувао ледени ветар. Често је у школу долазила или се враћала кући промрзла и мокра. Поред свих невоља, била је добар ученик. Још у првом разреду гимназије истакла се организовањем акције сакупљања средстава за куповину књига двојици најсиромашнијих ученика. Током гимназијских дана, дошао је до изражаја Надин таленат за цртање. Њене свеске и бележнице биле су пуне цртежа, а често је радила портрете својих школских другарица. Такође, јако је волела књижевност, па је своје свеске поред цртежа украшавала и стиховима омиљених песама. Омиљени песници су јој били Милан Ракић, Десанка Максимовић, Драгутин Домјанић, Владимир Назор, Алекса Шантић и др.
У време Надиног школовања у мултиетничком градићу Госпићу, све више се распламсавала национална нетрпељивост између Хрвата и Срба. Ово се посебно осећало међу омладином, а највише међу ученицима гимназије и Учитељске школе. Многи националистички опредељени учесници прикључивали су се франковцима или љотићевцима, зависно од националне припадности. Одређени део омладине, међу којима је било и Хрвата и Срба, опредељивао се за комунистички омладински покрет. Нетрпељивост међу ученицима, због различитих идеолошких погледа, често је доводила до туча. У току 1934. и 1935. године, у Госпићу је дошло до обнављања организације Комунистичке партије Југославије (КПЈ), у којој су тада деловали професор гимназије Акиф Шеремет, лекар Павле Грегорић, Дивко Будак, Јаков Блажевић, Миле Почуча, Стјепан Штимац, Драго Марушић и др. Истовремено је обновљена и организација Савеза комунистичке омладине Југославије (СКОЈ), па су убрзо биле формиране скојевске групе у гимназији и Учитељској школи.
У другом разреду гимназије, школске 1935/36. године, Нада је доживела велику непријатност због једног домаћег задатка. Професор српскохрватског језика Мирко Бањанин је Надином одељењу задао писмени састав на слободну тему. За разлику од својих другова, који су у писменим задацима углавном описивали природне лепоте родне Лике, Нада се инспирисана тешким животом сељака из њеног родног места, одлучила за социјалну тему. Она је у свом саставу описала тежак живот личких сељака и радника, указујући на веома грубу реалност, на неправду, беду и сиромаштво као свакодневне пратиоце живота сељака и радника. Професору Бањанину задатак се веома допао, не само зато што је Нада у њему исказала свој литерарни таленат, него и зрелост описујући сурову реалност живота. Он је одредио да Нада свој задатак прочита пред ученицима из њеног одељења, а потом је њен задатак читан и у неким другим одељењима гимназије.
Садржај Надиног писменог састава, као и његово читање осталим ученицима гимназије, није се допало школским властима, а посебно директору гимназије. Пошто је прочитао задатак, његов садржај је оценио као „дело опасне и недопустиве комунистичке пропаганде”. Након консултације са одређеним професорима, сазвао је седницу наставничког већа с циљем да се ученица Нада Димић искључи из гимназије. На седници наставничког већа, професор Бањанин се отворено успротивио таквом предлогу. Изненађен оваквим обртом, директор је прекинуо седницу и за сутрадан заказао њен наставак. На сутрашњем наставку седнице, директор и већина професора су Бањанина оптужили да трује омладину идејама неприхватљивим за њихову школу. Уместо првобитног предлога да се из школе искључи ученица Нада Димић, на овој седници је одлучено да се из школе искључи професор Бањанин, који је од раније био у немилости власти.
Након инцидента са писменим задатком, скојевска група из гимназије је успоставила контакте са Надом Димић и она је постала део омладинског револуционарног покрета. Управа гимназије је на разне начине покушавала да сузбије ширење комунистичких идеја, па је једна од мера била и забрана разних спортских такмичења, како би се избегла прилика за окупљање омладине. Нада је у Госпићу завршила три разреда гимназије, али је у четвртом разреду имала слабу оцену из математике, па је њена сестра Савка, која је радила као учитељица у Земуну, одлучила да је поведе с њом и да тамо настави школовање.

### Школовање у Земуну
Августа 1938. године Нада је напустила родно Дивосело и дошла у Земун, где су живели њена сестра Савка и брат Марко. Становала је заједно са сестром у Гундулићевој улици број 28. Овде је поново уписала четврти разред у познатој Земунској гимназији. Након завршене мале матуре, 1939. године, Нада је морала да одлучи да ли ће наставити школовање у гимназији или ће уписати неку другу школу. Уз консултације с братом и сестром, одлучила се да упише Државну трговачку академију у Земуну. Септембра 1939. године Нада је постала ученица Трговачке академије, у којој је тада деловало доста ђачких и омладинских удружења, попут подмлатка Црвеног крста, Кола трезвене младежи „Разум”, школског друштва „Економат”, културно-просветне секције „Сремац” и др. Ова омладинска удружења су окупљала велики број ученика, а удела у њиховом раду су имали и ученици који су били чланови СКОЈ-а.
У време Надиног доласка у Земун, у њему је деловала партијска организација КПЈ, коју је средином 1939. године обновио њен земљак Јово Стојсављевић. У овој партијској организацији деловали су револуционари — Радоје Дакић, Лазар Мамузић, Андрија Хабуш и др. Јачању организација СКОЈ-а у Земуну, а посебно скојевских организација у Земунској гимназији и Трговачкој академији, дали су студенти Пољопривредно-шумарског факултета у Земуну, који су ђацима доносили илегалну партијску литературу, летке, прогласе, лист „Студент” и др. Они су поједине ђаке позивали на своје скупове и учествовали на радничким омладинским излетима на Калварији, Кошутњаку, Авали и др. Међу студентима, који су се тада школовали на овом факултету, били су револуционари — Слободан Пенезић Крцун, Рифат Бурџовић и др. Убрзо након поласка у Трговачку академију, Нада се укључила у рад револуционарне омладине, па је због свог запаженог рада у октобру 1939. године била примљена у чланство Савеза комунистичке омладине Југославије (СКОЈ). Заједно са њом, руководство скојевског актива у Трговачкој академији су чинили — Љуба Љубинковић, Радојка Катић, Мики Станчић и Максим Дивнић. Током 1940. године, ова скојевска група се повезала са скојевском групом из Земунске гимназије, чије су руководство сачињавали — Бранко Абафи, Мирко Тепавац, Душко Залић, Елза Кошар и Миленко Шуваковић.
Као скојевка, Нада је још активније учествовала у раду револуционарне омладине — растурала је летке, писала пароле и др, а активно је деловала и у раду ученичких удружења. Када је у Трговачкој академији био формиран посебан антифашистички актив, Нада је имала значајну улогу у његовом раду. Њеним ангажовањем у овај актив се укључило тридесетак чланова, па је формирано неколико засебних актива, који су сви били под утицајем СКОЈ-а. Године 1939. се навршавала десета годишњица формирања културне секције „Сремац”, па је Нада иницирала свечано обележавање овог јубилеја, које је одржано у Народном дому у Земуну, уз присуство великог броја ђака, грађана, као и бројних гостију из других градова.
Нада је била једна од учесница познатих демонстрација против Владе Цветковић-Мачек, 14. децембра 1939. године у Београду, на Славији и код Вуковог споменика. Током ових демонстрација, на којима је углавном учествовала радничка, средњошколска и студентска омладина, дошло је до сукоба с полицијом, током којих је страдало 10 лица, а рањено је 40 демонстраната. Ове демонстрације су снажно утицале на Наду и њену даљу борбу против режима. Томе је допринело и јачање партијске организације у Земуну, па је средином 1940. године формиран Месни комитет КПЈ за Земун на челу са Лазаром Мамузићем. Ово је резултирало разним акцијама, које је организовала и предводила организација КПЈ — од маја до јула 1940. текао је велики штрајк аеронаутичке индустрије Београда и Земуна, у коме је учествовало око 2.500 радника, у августу је избио штрајк грађевинских радника, а у октобру штрајк око 1.300 кројачких радника Београда и Земуна.
Током распуста Нада је отишла у родно село, где је обишла оца Тодора и баку Машу, а током њеног боравка у село је дошло још неколико њене браће и сестара. Био је ово Надин последњи боравак у родном селу и последњи сусрет с оцем и баком. Почетак нове школске 1940/41. године, за Наду је почео веома бурно. Била је једна од учесница заједничког излета радничке и средњошколске омладине на Кошутњаку, 8. септембра 1940. године. Током овог излета дошло је до сукоба с полицијом, у коме је страдало и рањено више учесника, а велики број је био ухапшен. Тада је била ухапшена и Надина добра другарица Елза Кошар, која је била Немица. Управо тих дана, Нада је била примљена у чланство Комунистичке партије Југославије (КПЈ), када је имала тек пуних 17 година. Још раније у Трговачкој академији је била организована ђачка менза, а у њу су често свраћали и студенти оближњег Пољопривредно-шумарског факултета. Међу овим студентима је био и одређени број оних који су припадали револуционарном студентском покрету, па су они утицали на многе ђаке ове школе да се прикључе револуционарном омладинском покрету и СКОЈ-у.
Како би удаљио студенте од својих ђака, директор Трговачке академије је донео одлуку којом је забранио улазак студената у ђачку мензу. Нада је била веома активна у ђачкој литерарној секцији „Бранко Радичевић”, па је поводом ове одлуке директора у школском листу написала причу „Опанак”. Овај текст је разбеснео директора академије, који је био члан профашистичког Југословенског народног покрета „Збор”, Мите Љотића, а с Надом је од раније био у сукобу. Он је о целом случају, с додатним измишљотинама, обавестио полицију и затражио њену заштиту. Како је постала све више политички активна, Нада је схватила сву озбиљност револуционарног рада, па је на почетку школске године одлучила да се одсели од своје сестре Савке. На ово се одлучила како би заштитила сестру, која је радила као учитељица, јер је знала да уколико је полиција ухапси у сестрином стану она може изгубити државну службу. Најпре је становала код своје школске другарице Елзе Кошар, а потом се преселила код своје две године старије другарице Радојке Катић, која је живела у изнајмљеној соби у Главној улици број 72.
Одмах по обавештењу директора, полиција је 16. октобра 1940. године извршила претрес собе у којој су живеле Нада и Радојка. Током претреса полиција је пронашла неке од забрањених књига и потом их ухапсила. Најпре су биле затворене у земунској полицији, али пошто тамошњи полицијски агенти нису успели од њих да извуку никакво признање, након неколико дана су биле пребачене у Управу града Београда. У „Главњачи” су их преузели искусни агенти Светозар Вујковић и Ђорђе Космајац, који су их мучили опробаним методама које су сламале и доста јаче од њих. Ипак оне су остале упорне у свом ћутању и одбијању свих оптужби. Након интервенције Радојкиног оца, крајем октобра су биле пуштене на слободу. Од последица полицијске тортуре, Нада је по целом телу имала црне и плаве модрице и подливе од батина. Посебно је малтретирао агент Космајац, који је тукао говеђом жилом по рукама и табанима.

### Револуционарни рад
Одмах након изласка из затвора, Нада и Радојка су биле избачене из Трговачке академије, а Нада је добила забрану уписа у све средње школе Краљевини Југославији. Убрзо након њиховог хапшења, био је ухапшен и њихов школски друг и скојевски руководилац Љуба Љубиновић, који је такође био искључен из Трговачке академије. Ипак, ове репресалије нису успеле да сузбију јачање револуционарног омладинског покрета међу земунским ђацима. Почетком октобра отпочео је двомесечни штрајк ученика шегртске школе у Земуну, који су протестовали због лоших услова рада и школовања. Као знак подршке шегртској омладини избио је и штрајк ученика Трговачке академије, који су предводили Тома Девалд и Едита Пискер. Оба ова штрајка су била успешно завршена.
Нада је једно време остала у Земуну, али је стално била прогањана од стране полиције, па је већ у новембру 1940. године морала да оде код брата Богдана у Сисак. Њен брат, Богдан Димић, био је службеник и радио је на железници. Био је члан КПЈ и један од истакнутих комуниста сисачке железничке радионице у којој су деловали Владо Јанић Цапо, Иван Алтић, Иван Рукавина Сиђо, Иван Чех и др. У Сиску је тада деловало 19 партијских ћелија са око 90 чланова партије. Деловао је и Окружни комитет КП Хрватске за Сисак на чијем су челу били Владо Јанић и Маријан Цветковић. Код Богдана је у Сиску тада живео и њихов најмлађи брат Вељко, који је био ученик гимназије. Био је ово период интензивног партијског рада, након Пете земаљске конференције КПЈ, одржане октобра 1940. године.
Богдан је безуспешно покушао да Наду упише на Трговачку академију у Загребу. Нада је неко време становала код њега и повезала се са партијском организацијом. Убрзо је изабрана у чланство Окружног комита СКОЈ-а за Сисак. Одржавала је састанке са скојевцима у предузећима и школама, радила је и у партијској техници, а деловала је и у студентским и ученичким клубовима и др. Посебно је била активна у раду са радничком омладином, а била је и задужена за рад са запосленима у бријачко-фризерским радњама. Заједно са њом деловали су — Олга и Катица Хотман, Мика Чулиг, Љубинка Бутковић, Јосип Бакарић и др. Једно од главних окупљалишта револуционарне омладине у Сиску био је Омладински школски клуб (ОШК), који је имао неколико секција — пингпонг, шаховску, фудбалску и тамбурашку. Унутар клуба су се окупљали омладинци, а старији омладинци су овде вршили политички утицај на њих. Недељом су обично организовали излете у околна села и ту су се повезивали са омладинским клубовима, преко којих су вршили утицај на сеоску омладину.
Фебруара 1941. године Нада је учествовала у раду Окружне конференције СКОЈ-а за Сисак, која је одржана у селу Црнац, код Сиска. Ипак, најзначајнији Надин рад односио се на рад у партијској техници, с обзиром да је у Земуну добро савладала дактилографију и стенографију. Уочи рата, партијска техника је у Петрињи организовала штампање првих шест глава „Историје СКП(б)”, која је потом била пребачена у Загреб у Централи комитет КП Хрватске. Међу комунисте у Сисак, у вези партијске технике и других задатака, долазили су истакнути комунисти — Раде Кончар, Јосип Краш, Јожа Влаховић и др.
Априла 1941. године Силе осовине су окупирале Југославију и створена је усташка Независна држава Хрватска (НДХ). Убрзо је потом усташка власт у Сиску донела наредбу којом је свим лицима без сталног запослења био забрањен даљи боравак у граду. Такође, свим Србима је кретање у граду било временски ограничено. Обе ове наредбе су се дотицале Наде, јер је била Српкиња без сталног запослења. Уз помоћ Партије, преко веза је добила посао у једном фризерском салону, који јој је служио као камуфлажа за даљи останак у граду. Након окупације, Нада је још активније наставила са радом у партијској техници. Један од првих задатака био је да у једној штампарији у Петрињи одштампају 20.000 летака на немачком језику, који су били намењени припадницима Вермахта с позивом да се не боре и не газе слободу туђег народа. Након штампе ових летака, Нада је заједно с Фаником Јанић, мајком Владе Јанића, један део ових летака пренела у Загреб, у коферу с двоструким дном. Прибор за рад у партијској техници — писаћу машину, гештетнер и др, држала је међу дрвима у подруму куће у којој је становала мајка Ивана Гошњака, шпанског добровољца. Управо тих првих дана окупације, Нада Димић је добила надимак „Жута”.

### Устанак у Сиску
У јуну 1941. године Сисак је био пун војника — Немаца, усташа и домобрана. Градом су колале приче о прогонима Јевреја, покољима Срба по околини и хапшењима по граду. Свакодневницу су сачињавале наредбе и претње, као и смртне пресуде петрињског преког суда. У таквој атмосфери дочекан је и 22. јун и вест о нападу Сила осовине на Совјетски Савез. Истог дана одржан је састанак Окружног комитета КПХ за Сисак на коме је донета одлука да сви компромитовани чланови КПЈ и СКОЈ-а пређу у илегалност или напусте град и да се формира партизански одред, чија би база била у селу Жабно. Истог дана група сисачких комуниста окупила се у дворишту куће Иве Ловрековића у Жабну, где је формиран Сисачки партизански одред.
Одмах по добијању вести о нападу на СССР, Нада се повукла у илегалност и остала у стану мајке Ивана Гошњака, где је чекала партијску везу и даље директиве. Након пар дана, Нада је преко партијске везе добила јавке и упутила се у село Жабно, где је пар дана провела у кући код Катице Ловрековић. Тада је добила задатак да се са Стевом Ловрековићем поново врати у Сисак и у партизански одред пренесе опрему партијске технике. У сељачким колима су пошли у град, а Нада је била преобучена у сељанку. У колима прекривеним сеном, изнели су опрему из града и однели у шуму Брезовицу. Након доласка у Одред, Нада је постала прва партизанка Сисачког одреда.
У шуми Шикара, код села Жабно, налазила се партизанска база и у њој је Нада одмах почела са припремама пропагандног материјала. Поред рада у техници, одлазила је и на састанке са комунистима и скојевцима, који су остали у Сиску. Ови састанци одржавани су на тзв. „Тромеђи”, у пољу у близини Сиска. Средином јула 1941. године по задатку је отишла у Сисак, али се истог дана увече вратила. Од свог настанка, Одред је углавном вршио саботаже и диверзантске акције. Нада је учествовала у многим овим акцијама, а са Владом Трстењаком је учествовала у минирању пруге Зареб—Сисак. Како би сузбили диверзије Сисачког одреда, усташе су одлучиле да га униште, па су 22. јула 1941. године извеле опсежну акцију у којој је учествовало око 500 усташа и жандара. Они су претражили шуму у потрази за партизанским логором, али нису успели да открију базу у којој су се тада налазили — Нада Димић, Владо Јанић Цапо, Јожа Беркопец и Иван Рукавина, шпански добровољац, кога је у Одред упутио ЦК КП Хрватске. У току претраге шуме, страдала су двојица партизана, а истог дана усташе су на „Тромеђи” стрељале 13 омладинаца, међу којима је био и Јосип Рожанковић, секретар Месног комитета СКОЈ-а за Сисак.
Након усташке потраге, Сисачки партизански одред је прешао у шуму Брезовицу, где је био ојачан новим добровољцима, након чега је отпочео са крупнијим акцијама, као и нападом на села Тополовац и Палањек. Након преласка Одреда на нову локацију, Нади је поверен важан задатак — да оде у Сисак и потражи Иву Алтића, секретара Месног комитета КПХ за Сисак и с њим успостави партијску везу, која је била прекинута. Нада се приликом ранијих одлазака у Сисак преоблачила у сељанку, али услед недостатка одеће, овај пут се преобукла у мушко одело. Због скорашње усташке акције, саветовано јој је да не иде преко Жабна и „Тромеђе”, па је у Сисак ушла с друге стране, преко Саве. Управо ту на насипу је била ухапшена, када је један агент посумњао на њу јер јој је један прамен косе вирио испод капе и одмах је ухапсио. Остали агенти су се окупили око ухапшеног „мушкарца” и потом је спровели у затвор.
У сисачком затвору Нада је провела неколико дана. Већ на првом испитивању била је претучена, али није хтела ништа рећи о себи. Ипак, агенти сисачке полиције добро су знали ко је она. Имали су је у евиденцији из предратног периода. Шеф сисачке полиције, Карло Вагнер, учествовао је у њеном испитивању и мучењу, али она није хтела ништа рећи сем да је комуниста. Вест о Надином хапшењу брзо је доспела до партијске организације. Приликом спровођења у затвор, видели су је неки активисти НОП-а и о томе обавестили Иву Алтића, секретара МК КПХ за Сисак. Он је након дан-два отишао у партизански одред и о Надином хапшењу обавестио Владу Јанића. Надин брат Богдан је такође тада био затворен и налазио се у логору Цапраг у близини Сиска, где је с осталим ухапшеним Србима из Сиска и околине чекао да буде транспортован у Србију.
Хапшење Наде Димић за усташку надзорну службу у Сиску било је веома значајно јер су је сматрали „крупном комунистичком зверком”. Одмах приликом хапшења, фотографисали су је у мушком оделу и њену фотографију послали у Загреб. Скоро месец дана касније, 23. августа 1941. године, у усташком листу „Хрватски народ” изашао је чланак под насловом „Слом комунистичке акције у Сиску” у коме је уз Надину фотографију, између осталог, писало:
| „ | Истих дана ухићена је 17-огодишња дјевојка Нада Димић, православка, бријачка научница у Сиску. Она је ухићена, како се то види на слици, у мушком одјелу, док је косе сакривала под мушку спортску капу. За њом се трагало, јер је одржавала везу с комунистима побјеглим у шуму. Виђена је у сељачком одијелу с кантама млијека, затим у мушком одјелу, док коначно није пала у ступицу која јој је била подметнута… | ” |

У сисачком затвору тада се налазило доста ухапшених комуниста и њихових симпатизера. Усташка полиција хапсила је све у које је сумњала да имају било какву везу с комунистима побеглим у шуму. Међу ухапшенима је био и фудбалер Иван Медарић. Он је успео да успостави везу са својим братом Миланом и да преко њега набави медикамент од кога човеку може позлити. Циљ му је био да уз помоћ тог медикамента из затвора у болницу пребаци Владу Трстењака, који је у затвору био тучен до бесвести и био је потпуно црн од модрица. Знао је да у болници постоји већа шанса да затвореник буде ослобођен. Одмах по пријему медикамента, Трстењак га је попио и истог дана је био пребачен у болницу. Остатак медикамента, Медарић је успео да проследи у женску собу с циљем да се на исти начин у болницу пребаци и Наду Димић.

### Бекство из болнице
Шеф сисачке полиције, Карло Вагнер, услед немогућности да од Наде извуче било какву информацију или признање, одлучио је да је пребаци у Загреб. Приликом припрема за одлазак у Загреб, једна затвореница је успела да Нади дотури бочицу с остатком медикамента. Приликом путовања возом, Нада је искористила погодан тренутак непажње стражара и попила медикамент. Кроз неколико минута јој је позлило. Стражари су били изненађени и уплашени, јер су знали да је Нада важна ухапшеница и да јој се не сме ништа догодити током пута. Воз је тада био у близини Загреба, па су је одмах по доласку одвели у болници „Св. Дух”. У овој болници радила је др Слава Очко, чланица КПЈ, која је успела да загребачку партијску организацију обавести о Надином пријему у болницу. Владо Јанић Цапо је успео да ступи у контакт с загребачком партијском организацијом и од ње је затражио да покуша да Наду ослободи из болнице. За организатора Надиног бекства била је одређена Ружа Турковић, која је овај задатак добила директно од Владе Поповића, делегата ЦК КПЈ при ЦК КП Хрватске. Поред Руже, у групи за организацију бекства су били Милка и Тонка Зорић и Рудолф Крофлин.
Како би што дуже остала у болници, др Слава Очко је Наду саветовала како да се понаша и да не приказује своје право здравствено стање, јер су усташе биле нестрпљиве и желеле су да је што пре одведу у полицију и да наставе са истрагом. Група која је организовала бекство је преко Анке Берус одржавала везу с др Славом, а она са Надом. Када је све било припремљено уговорен је знак за почетак акције — жена са цвећем која ће ући у Надину собу. Када је одређеног дана Тонка Зорић ушла с букетом цвећа у Надину собу, она је одмах отишла у тоалет где је чекала Милка Зорић са преобуком. Иако је све било добро смишљено, план је случајно омела група болесница, које су ушле у тоалет. Бекство је тада било одложено за сутрадан. Други покушај бекства био је успешан. Нада се у тоалету преобукла у плаву летњу хаљину, а болесничку одећу су ставиле у корпу и понеле са собом. На изласку из болнице, Наду је дочекао Рудолф Крофлин, кога је узела под руку и с њим отишла до паркираног таксија. Након тога је била слободна.
Након бекства, Нада се кратко задржала у Загребу. Истог дана по бекству била је одведена код фризера, који јој је косу офарбао у црно, а добила је и нове исправе на име Анкица Винек. Руководство у Загребу је тада одлучило да се Нада не враћа у Сисак, већ да оде најпре на Петрову гору, а одатле потом у Карловац.

### Илегални рад у Карловцу
По доласку на Петрову гору, Нада је упознала нове партијске и партизанске сараднике. Убрзо потом је постала члан Месног комитета СКОЈ-а за Карловац, а крајем октобра 1941. године и члан Окружног комитета КПХ за Карловац. Ово су биле велике партијске организације у којима је деловало преко 200 комуниста и око 300 скојеваца и које су биле важни партијски пунктови, чворишта партијских веза и важна база снабдевања партизана материјалом, храном, санитетском опремом и др. Један од првих Надиних задатака био је одлазак у окупирани Карловац, где је сарађивала са члановима Централног комитета КПХ — Јосипом Крашом и Иваном Маринковићем, Маријаном Чавићем и др.
У време Надиног доласка у Карловац, септембра 1941. године, у њему се налазио јак окупациони војни гарнизон, а усташе су спроводиле снажан терор. Иван Бетлехем, шеф усташког редарства, имао је циљ да у потпуности уништи организације КПЈ и СКОЈ у Карловцу и у овоме је имао доста успеха. Нада је била искусна илегалка и морала је да буде на опрезу у обављању бројних задатака. У Карловцу је добила илегално име „Милка”. Углавном се бавила одржавањем веза између партијских организација и везе са партизанима. Успоставила је и одржавала бројне везе, познавала и памтила десетине јавки, лозинки и илегалних путева, којима је одржавала везе са кордунашким и банијским партизанима. Преносила је писани материјал и лекове, примала је на везу другове који су долазили из Загреба или на путу ка партизанима пролазили кроз Карловац и др. Како би што боље обављала ове задатке сама је организовала неколико поузданих пунктова — у књижари „Архенеум” код Викице Хорват, у стану Наде Дракулић у Сењској улици, у стану Антона Матка на Дубовцу, у кући породице Гојак у предграђу Турањ, у вили Брезарић где је канцеларију имао инжењер Бартол Петровић, члан Војног комитета и ОК КПХ за Карловац и др. Један од пунктова био је и у стану Матије Вохалског Браце у Бошковићевој улици, где су се склањали многи илегалци, а међу њима и Маријан Чавић и Марица Патаки. Овај стан је био сигуран пункт за другове који су долазили из Загреба и они су овде остајали све док им Маријан, Марица или Нада не би осигурали везу за даље пребацивање. У овом стану су боравили Владо Поповић и Андрија Хебранг, чланови Оперативног руководства КП Хрватске, приликом њиховог одласка на Петрову гору и при повратку у Загреб. Оба пута их је успешно одвела и довела Нада Димић.
Поред одржавања илегалних веза, Нада се у Карловцу бавила и партијском техником. Карловачка партијска организација је издавала лист „Партизан”, који је поред података о партизанским акцијама широм Кордуна и Југославије, писао и о ситуацији на Источном фронту, као и о злочинима окупатора и усташа. Нада је преузела бригу око издавања листа, па је техника била неколико пута премештана по разним локацијама у Карловцу, а најдуже се задржала у стану Браце Вохалског. Поред Наде, у издавању листа су учествовали Марица Патаки, Маца Мајсторовић и Браца Вохалски. Након прекуцавања текстова, штампања на гештендеру и повезивања, лист је пакован у мање пакете и растуран по граду. Крајем октобра, Нада је организовала пребацивање партијске технике на Петрову гору, где је настављено даље штампање листа.
У јесен 1941. године на Банији и Кордуну су се распламсавале устаничке борбе, али се центар устанка налазио у Карловцу, где је било седиште Окружног комитета КПХ. Како би сузбиле партизански покрет, усташе су знале да морају најпре уништити партијску организацију у Карловцу. У томе су током октобра 1941. године имале значајнијих успеха. Најпре је 16. октобра 1941. године испред књижаре „Фогина“ усташка полиција успела да изненади и ухапси Маријана Чавића, секретара Месног комитета КПХ и члана ОК КПХ за Карловац, а након свега два дана, 18. октобра 1941. године, успела је да на улици убије Јосипа Краша (1900—1941), члана ЦК КП Хрватске. Поред Чавића и Краша, за свега неколико дана било је ухапшено неколико истакнутих карловачких илегалаца, међу којима су били — Марица Патаки, Петар Матајић, Љубица Милашиновић и др.
После Чавићевог хапшења и Крашове погибије, Нада и Иван Маринковић су напустили Карловац и отишли на Петрову гору, где су 19. октобра 1941. године присуствовали седници на којој је формиран Главни штаб НОП одреда Хрватске. Нада је по доласку на Петрову гору партизанско руководство известила о хапшењу Маријана Чавића и изнела предлог да се покрене акција његовог ослобођења из затвора. У изношењу овог предлога добила је и подршку Већеслава Веце Хољевца, политичког комесара Команде НОП одреда Баније и Кордуна. Руководство новоформираног Главног штаба за Хрватску се сложило са Надиним и Вециним предлогом да се покуша ослобођење Чавића и поверило им реализацију тог задатка. Током боравка на Петровој гори Нада је 21. октобра 1941. била изабрана у чланство Окружног комитета КПХ за Карловац, који је по препоруци ЦК КПХ био пребачен из Карловца на Петрову гору. Поред Наде, у Окружни комитет су тада били изабрани — Већеслав Хољевац, Милутин Балтић, Саво Златић и Срећко Манола. По повратку у Карловац, Нада је у веома тешким условима наставила са илегалним партијским радом. На место секретара Месног комитета КПХ за Карловац уместо Чавића је био постављен Стево Гојак, али је и он убрзо био ухапшен па га је почетком новембра 1941. године заменио Ивица Томшић. Због великог броја хапшења, као и страха од полицијске провале у партијску организацију, преостали илегалци су наставили само да извршавају најнужније задатке, а то је било одржавање веза са партијском организацијом у Загребу и партизанским одредима на Петровој гори.
Нада је у Карловцу добила информацију да је Маријан Чавић у затвору пререзао вене и да је због тога пребачен у карловачку болницу на лечење. Ово је увидела као идеалну прилику за покушај његовог спашавања из усташких руку. Приликом поновног праћења Владе Поповића, делегата ЦК КПЈ при ЦК КПХ, на Петрову гору, 11. новембра 1941. године Нада је са Вецом Хољевцем разрадила план акције. Након договора, Хољевац је остао на Петровој гори где је радио на одабиру и припреми бораца, док је Нада отишла у Карловац са задатком да руководи припремама акције на терену. Њен задатак је био да преко партијске организације утврди тачну локацију непријатељских стража у Карловцу, као и најпогоднији пут којим ће се партизани кретати по граду. Након два дана, Нада је Хољевцу упутила писмо у коме се налазила карта Карловца са означеним путем којим треба ићи и куда се вратити, као и назначеним пунктовима са стражама. Надин предлог је био да се у град уђе преко моста на Корани из правца Каменског, јер на њему стражу чувају Италијани.
Након добијања Надиног писма, партизанска група, предвођена Вецом Хољевцем, кренула је ка Карловцу и преко Тушиловића стигла у Церовац, где је сачекала дан извршења акције 17. новембар 1941. године. Тог дана, 25 партизана преобучених у домобранске униформе је ушло у Карловац и упутило се у карловачку болницу, коју су потом блокирали. Претрагом болнице утврђено је да се у њој не налази Маријан Чавић, а од болничког особља су дознали да је он претходног дана био враћен у затвор. Након тога група је напустила болницу и кренула назад ка мосту, где су се сукобили са италијанском стражом. Тада је убијено шест италијанских стражара и смртно рањен партизан Ивица Гојак. У Карловцу је тада настала општа узбуна, али је партизанска група успела безбедно да се пробије до Церовца, одакле се сутрадан вратила на Петрову гору. Иако неуспешна, јер Чавић није био ослобођен, партизанска акција у Карловцу је била добро изведена и имала је велики ефекат како на становништво Карловца и околине, тако и на италијанско-усташку власт, која је акцију доживела као отворену провокацију, па је одмах након ње увела низ репресивних мера. У центру града је било забрањено кретање улицом након 22 часа, а на периферији након 20 часова. У свим деловима града су биле појачане страже, а при уласку и изласку из града су биле тражене дупле пропуснице — италијанске и усташке, па је град накратко био у потпуној блокади. Свега два дана након акције, Нада је руководству на Петровој гори послала писмо у коме је поднела извештај о извршеној акцији и о стању у Карловцу након акције:
| „ | Драги другови, описаћу Вам како је детаљно организован упад у Карловац. Најприје смо ми у Карловцу извидели терен за пролаз и талијанске снаге на мосту, крај болнице и у околини пута куда су другови ишли… Кад сам била горе у Петровој гори договорили смо се били да другови пређу Корану чамцима, али док сам се враћала у Карловац видјела сам да је много згодније прећи преко моста пошто при улазу у град није било никакве опасности. Тако је и учињено… Ових дана хапсе у Карловцу све Србе, Жидове, бивше чланове Урса и опште све њима непоћудне елементе. Ухапсили су до сада око 250 људи. Људи масовно бјеже у шуме, а велике су тешкоће за пребацивање јер је Карловац блокиран. Један је побјегао из блиндираног вагона јер их одмах шаљу за Јасеновац. Данас хапсе Хрвате у Мекушју и Каменском. | ” |

### Хапшење и затвор
Ситуација у Карловцу, крајем новембра и почетком децембра 1941. године је била изузетно тешка. Град је био под појачаним надзором и полиција је хапсила све људе у које је имала било какву сумњу. Пошто је партијска организација још раније претрпела одређене губитке, Нада је поред рада на растурању илегалних летака и одржавању партијских веза, на себе преузела и задатак пребацивања добровољаца на ослобођену територију на Петровој гори. Некада је дневно и по више пута пребацивала мање групе илегалаца. Тада би обично била у улози мајке која испред себе гура дечија колица, у којима је било сакривено оружје. Крајем новембра 1941. године последњи пут је боравила на Петровој гори. Пошто је знала да полиција трага за њом, руководство Окружног комитета КПХ за Карловац јој је саветовало да се не враћа у град, али Нада је инсистирала да се врати у град јер је требало да пребаци још једну групу илегалаца из Загреба. Преобучена у сељанку, Нада је са другим сељанкама које су из околине Карловца ишле петком на пијацу, последњи пут ушла у Карловац.
Након повратка у град, Нада је неколико дана обилазила партијске јавке и преносила поруке и прикупљала информације, материјале и лекове. Одводила је људе на везу која их је преко Дуге Ресе водила у партизане. Преко Матије Вохалског, код кога је имала илегални стан, набавила је фарбу за косу, јер је желела да и на тај начин завара полицију која је трагала за њом. Крајем новембра у Карловац је из Загреба постепено пристизала група илегалаца, коју је Нада требало да пребаци на Петрову гору и да са њима напусти Карловац. У овој групи била је омладинка Милка Куфрин и познати загребачки илегалац Мартин Мојмир, који је успео да побегне из злогласног загребачког затвора „Синг синг”. Дан пред планирано одвођење илегалне групе из Карловца Нада је била ухапшена.
Дана 3. децембра 1941. године Нада је обављала своје последње партијске задатке. У току преподнева неколико пута је одлазила према карловачком насељу Дубовац, где је одвела неколико Карловчана на везу која их је пребацила на Кордун. Око 14 часова Нада је поново кренула према Дубовцу. Водила је Миру Ћујић, сестричину револуционара Марка Орешковића, на везу која је требало да је пребаци у Војнић. На крају Приморске улице, у близини гробља, Нада и Мира су се растале — Мира је кренула лево према шуми Козјачи и Дугој Реси, а Нада је пошла назад према граду. Двојици усташких агената, који су мотрили на овај део града учинило се сумњиво што Нада неколико пута тога дана пролази истим путем. Одлучили су да легитимишу и евентуално ухапсе обе жене. Агент Иван Баршић пошао је за Надом и затражио јој легитимацију. Нада је након тога отворила своју торбу, брзо извукла пиштољ и усташког агента смртно ранила у стомак. Након тога Нада је пуцала и на другог агента, који је кренуо за Миром Ћујић. Успела је да га рани, али се након тога метак заглавио у цеви. Пошто је други агент био крупније грађе, он је, иако рањен, кренуо за Надом, која је почела да трчи према Козјачи. Тада је наишло и неколико италијанских војника који су били у близини и чули пуцњаву, па је Нада упркос отпору била брзо савладана и ухапшена. Након њеног хапшења Карловцем се пронела вест о младој девојци бујне косе, која је приликом хапшења убила једног усташу, а другог ранила.
Након хапшења Нада је одведена у карловачки затвор, где је била тешко претучена. Увече је одведена у затворску ћелију, у којој се тада налазила Даница Опачић, мајка партизана Уроша Опачића, који је био учесник „карловачке акције”. Према Даничином сведочењу, али и сведочењу Барке Гојак, сестре Стеве Гојака, раније ухапшеног секретара Месног комитета КПХ у Карловцу, која се тада такође налазила у затвору, Нада је била свакодневно ислеђивана и тучена. Агенти су били сигурни да она није Анкица Винек, како је гласило њено име на легитимацији, али им Нада није хтела ништа признати. Касније је била пребачена у самицу, која је сваког јутра била отварана, како би други затвореници приликом изласка у шетњу могли видети колико је измрцварена. Упркос свим мучењима, Нада им ништа није хтела признати, чак ни своје право име. У то време у карловачком затвору се налазила већа група похапшених комуниста, а пошто агенти од њих нису могли извући било каква признања, они су 12. децембра 1941. године били пребачени у Загреб. У групи од десетак карловачких комуниста која је послата у Загреб били су — Маријан Чавић, Стево Гојак, Барка Гојак, Нада Димић и др. Током транспорта у возу, Нада је искористила прилику и почела разговор са Маријаном Чавићем, али је због тога била претучена од стране једног усташе, који је био у њиховој пратњи.
Пар дана након Надиног хапшења, полицијски агенти су успели да ухапсе и Ивицу Томшића, трећег по реду секретара Месног комитета КПХ за Карловац. После тога, ухапсили су још неколико илегалаца, па је један мањи део њих напустио Карловац и отишао на Петрову гору. Хапшењем Наде и Ивице карловачка партијска организација је претрпела тежак ударац, али и поред свих хапшења и убистава није била уништена. Почетком 1942. године у Карловцу је деловало пет партијских ћелија са 23 члана КПЈ и неколико организација СКОЈ-а са 23 члана. У ширем подручју Карловца, укључујући и Дугу Ресу и друге делове карловачког среза, деловало је 12 партијских ћелија са 56 чланова КПЈ, којима је руководио Месни комитет КПЈ за Карловац.
Приликом пријема у затвор на Савској цести Нада је била оцењена као опасна ухапшеница и стављена је у самицу. Након три дана проведена у хладној самици, Нада је била пребачена у заједничку собу број 39. Према сведочењима затворенице Руже Рубчић, која је тада била у овој соби, Нада је доведена у веома тешком стању и имала је грозницу. Непуна два месеца усташки агенти су безуспешно од Наде покушавали да добију било какву информацију. Упркос свим тешким мучењима, током којих су јој чупали косу, пекли табане, ударали по лицу, глави, телу, она је упорно ћутала. Претрагом архиве, агенти су посумњали да је она управо Нада Димић, илегалка из Сиска, која је августа 1941. побегла из болнице „Свети Дух” у Загребу. Ипак за то нису имали чврстих доказа, а она је одбијала да им призна своје право име. Учинивши је готово неспособном да се креће, али и да говори, агенти су одлучили да закључе њен случај и пошаљу је у логор Стара Градишка. На њеном картону, који се водио на име Анкица Винек, усташки агент је дописао — Нада Димић?

### Смрт у логору
Заједно са групом затвореника из Загреба, Нада је 5. фебруара 1942. године била транспортована у логор Стара Градишка. У логор је унета на носилима, јер је била сва испребијана и болесна. Била је заточена у женском делу логора који се налазио у кули. Управница женског логора-куле била је злогласна Маја Буждон, која је неретко и сама учествовала у убијању логорашица и заточене деце.
Заједно са Надом у логор су из Загреба стигле и неке од ухапшеница које су је знале још из Карловца, а неке су биле њени саборци. Међу овим логорашицама биле су — Марица Патаки, Ана и Барка Гојак, Штефица Саболић, Ружа Рубчић и др. Оне су приликом расподеле затвореника по собама Наду унеле у собу у коју су биле одређене, како би се старале о њој с обзиром да је била у веома тешком стању. У то време у логору је постојао партијски комитет који су сачињавале затворенице Вера Јелић, Катица Ферец, Ванда Новосел и Буба Јанчић. Задатак овог комитета био је и заштита затвореница од усташке полиције, која је и овде убацивала своје агенте, као и прикупљање података о држању логорашица пред иследницима. Иако су у логорској кули владали лоши услови, логорашице су покушале да Нади обезбеде најбоље услове. Сместиле су је до малог прозора у огромној соби и хранили залихама мало боље хране, како би повратила снагу. Нада се постепено опорављала и после десетак дана је успела да поново стане на своје ноге.
Случај девојке која је приликом хапшења убила једног, а ранила другог усташу и коју карловачки и загребачки иследници нису успели да натерају да им било шта каже занитересовао је команданта система концентрационих логора „Јасеновац” Макса Лубурића. Он је планирао да након краћег опоравка, Наду натера да проговори. Желео је да загребачким иследницима докаже како је успешнији у ислеђивању затвореника. Он и други усташки злочинци долазили су у собу да виде Наду и распитивали су се за њено стање. Друге заточенице су прозреле његове намере, па су од њега прикривале право Надино здравствено стање. Само узак круг заточеница је знао право Надино стање, док су остале мислиле да је и даље у лошем стању. О Нади је највише бринула Херта Бубањ, која је по читав дан проводила с њом и помагала јој да хода. Надино стање се поправљало све до половине марта 1942. године када је добила високу температуру. Управо тих дана у логору је почела епидемија пегавог тифуса и Нада је била једна од првих оболелих.
У пратњи Љубе Милоша у собу са заточницима је 19. марта 1942. године дошао лекар-логораш Полицер Пишта и констатовао да Нада Димић има пегавац. Заједно са још три затворенице — Надом Гаон, Надом Коцијан и Вером Јелић — била је одређена за болничко лечење. Пошто у логору није постојала болница, а вођење логорашица у болнице ван логора није био могуће, Управа логора је тешке болеснике одмах убијала. Нада није била одмах убијена, већ је била пребачена у самицу, где је након два дана, 23. марта 1942. године, преминула.

## Народни херој
Указом Президијума Народне скупштине Федеративне Народне Републике Југославије, Нада Димић је 5. јула 1951. године, проглашена за народног хероја. Проглашена је међу првих 15 жена народних хероја Југославије.
Током постојања Социјалистичке Федеративне Републике Југославије (СФРЈ), Нада Димић је постала једна од препознатљивих симбола партизанске борбе и сврставана је у круг најпопуларнијих народних хероја. Многе улице, школе, пионирски одреди, омладинске радне бригаде и др, добијали су називе по њој. Године 1947. у Сиску је основано обданиште с њеним именом, али је оно почетком 1990-их променило назив у „Цицибан”. Загребачка фабрика трикотаже је 1950. године понела Надино име. Ова фабрика постојала је до 1993. године, када је приватизована, а недуго потом тога је потпуно уништена. Некадашња Трговачка академија у Земуну, чија је била ученица је након Другог светског рата постала Средња економска школа, а 1968. године је понела име Наде Димић, које и данас носи. Такође, име Наде Димић носи и преко десет улица на територији Републике Србије — у Апатину, Београду, Бору, Земуну, Зрењанину, Крагујевцу, Нишу, Новом Саду, Смедереву, Суботици и Црвенки.
Године 1951. у улазу у Земунску гимназију постављена је спомен-плоча ученицима страдалим у Народноослободилачком рату, на којој је истакнуто име народног хероја Наде Димић. На постаменту, поред ове плоче, налази се спомен-биста Наде Димић, коју је израдио вајар Коста Ангели Радовани 1948. године и која је ту постављена поменуте 1951. Спомен-бисте Нади Димић биле су подигнуте и у неколико места у Хрватској, али су оне почетком 1990-их година уклоњене — биста у Загребу се налазила у кругу фабрике која је носила њено име, биста у Сиску се налазила у Алеји народних хероја у градском парку, док се биста у Карловцу налазила у Парку народних хероја.
Поводом седамдесете годишњице смрти Наде Димић, Савез антифашистичких бораца и антифашиста Хрватске (САБАХ), у сарадњи с другим организацијама, међу којима је било и Српско народно вијеће, организовао је 18. марта 2012. године у Спомен-подручју Јасеновац округли сто под називом „Нада Димић у култури сјећања“.